# Arco palmar superficial
El arco palmar superficial es un arco arterial formado por la terminación de la arteria cubital y por la rama palmar superficial de la arteria radial. No obstante, en algunos individuos la contribución de la arteria radial podría estar ausente, y en su lugar anastomosarse la arteria cubital con la arteria principal del pulgar (arteria pinceps pollicis), la arteria radial del índice (arteria radialis indeces), o la arteria mediana, las dos primeras de las cuales son ramas de la arteria radial.
Nombres alternativos —menos frecuentes— para este arco arterial son arco volar superficial (arcus volaris superficialis), arco cubital superficial o arco ulnar superficial (arcus ulnaris superficialis).

## Ramas
En este arco se originan tres arterias digitales palmares comunes, que irrigan a los músculos lumbricales segundo, tercero y cuarto, respectivamente. Cada una de ellas recibe la contribución correspondiente de una arteria metacarpiana palmar. Cerca de las articulaciones metacarpofalángicas, cada arteria digital palmar común se divide en dos arterias digitales palmares propias.

## Árbol arterial en la Terminología Anatómica
La Terminología Anatómica recoge el siguiente árbol arterial:
A12.2.09.057 Arterias digitales palmares comunes (arteriae digitales palmares communes)
- A12.2.09.058 Arterias digitales palmares propias (arteriae digitales palmares propriae)

## Distribución
Este arco irriga la superficie palmar de las manos y los dedos.

## Recorrido
El arco pasa a través de la palma de la mano en una curva cuya convexidad se dirige hacia abajo. Si se extiende totalmente el pulgar, el arco palmar superficial queda aproximadamente al nivel de una línea trazada desde el borde distal del pulgar a través de la palma. El arco palmar superficial es más distal que el arco palmar profundo.

## Imágenes adicionales
|                     |
| Aponeurosis palmar. |

|                            |
| Arterias radial y cubital. |